# Francesca Duranti
Pour les articles homonymes, voir Duranti.
Francesca Duranti, née Francesca Rossi à Gênes le 2 janvier 1935 est une écrivaine italienne associée à la « Génération des années trente ».

## Biographie
Francesca Rossi est la fille de l'homme politique Paolo Rossi. Elle est née à Gênes et a obtenu un diplôme en droit de l'Université de Pise. Elle a épousé Enrico Magnini en 1956 avant de se séparer en 1960. Ensemble ils ont eu un enfant. Par la suite elle a épousé Massimo Duranti avec lequel elle a aussi un enfant avant de  divorcer en 1976. Elle conserve son nom. Francesca a commencé à écrire dans les années 1970. 
Son premier roman La Bambina a été publié en 1976. En 1978, elle publie Piazza mia bella piazza, suivi par La Casa sul lago della luna, qui a reçu le prix Bagutta et le Premio Martina Franca, en 1984. 
En 1988, Francesca Duranti publie Effetti personali, qui a reçu le prix Campiello.
Dans ses œuvres, elle explore les interactions entre la vie et l'art. Ses premières œuvres sont basées sur ses propres expériences de vie; Par exemple, La Bambina puise dans sa propre enfance.

## Œuvre
- La bambina, La Tartaruga, (1976), Rizzoli (1985),
- Piazza mia bella piazza, La Tartaruga (1978)
- La casa sul lago della luna, Rizzoli (1984) – prix Bagutta et le prix Martina-Franca (1984)
- Lieto fine, Rizzoli (1987),
- Effetti personali, Rizzoli (1988) – Prix Campiello (1988)
- Ultima stesura, Rizzoli (1991),
- Progetto Burlamacchi, Rizzoli (1994),
- Sogni mancini, Rizzoli (1996) – prix Rapallo-Carige
- Il comune senso delle proporzioni, Marsilio (2000)
- L'ultimo viaggio della Canaria, Marsilio (2003) – prix Rapallo-Carige[2]
- Come quando fuori piove, Marsilio (2006)
- Un anno senza canzoni, Marsilio (2009)
- Il diavolo alle calcagna (2011)

## Prix
- 1985 : Prix Bagutta, Martina Franca, Basilicata pour  La casa sul lago della luna
- 1989 : Prix Campiello pour Effetti personali
- 1989 : Prix Hemingway[3]
- 1997 : Prix Rapallo-Carige, pour Sogni Mancini
- 2004 : Prix Rapallo-Carige, pour L’ultimo viaggio della canaria
- Prix Città di Milano
- Prix littéraire Castiglioncello, pour Costa degli Etruschi[4]